# Epinephelus socialis
Epinephelus socialis är en fiskart som först beskrevs av Günther, 1873.  Epinephelus socialis ingår i släktet Epinephelus och familjen havsabborrfiskar. IUCN kategoriserar arten globalt som nära hotad. Inga underarter finns listade i Catalogue of Life.